# Ressource
Eine Ressource [ʀɛˈsʊʀsə] (französisch la ressource [ʀəˈsuʀs], deutsch ‚Mittel, Quelle‘ von lateinisch resurgere ‚hervorquellen‘) ist Mittel, Gegebenheit wie auch Merkmal bzw. Eigenschaft, um Ziele zu verfolgen, Anforderungen zu bewältigen, spezifische Handlungen zu tätigen oder einen Vorgang zielgerecht ablaufen zu lassen.
Eine Ressource kann ein materielles oder immaterielles Gut sein. In Betriebswirtschaft, Volkswirtschaft und Organisationen werden darunter meist Betriebsmittel, Geldmittel, natürliche Ressourcen (Boden, Rohstoffe, Energie) oder Personen und (Arbeits-)Zeit verstanden, in der Psychologie auch Fähigkeiten, persönliche Eigenschaften oder eine geistige Haltung, in der Soziologie auch Bildung, Gesundheit, Prestige und soziale Vernetzung. In psychologischen und psychosozialen Handlungsfeldern werden häufig auch die Begriffe „Stärken“ oder „Kraftquellen“ benutzt.

## Ökonomie
In der Volkswirtschaftslehre werden als Ressourcen typischerweise Arbeit, Boden, Umwelt und Kapital als Produktionsfaktoren betrachtet (und je nach Analyseziel auch andere Produktivkräfte), zum Beispiel Rohstoffe oder gesellschaftliche Faktoren, wie Ausbildung, Diversity oder Forschung.
Einige Ökonomen vertreten eine Theorie namens Resource-Based View (RBV). In dieser Theorie zur Erklärung von Wettbewerbsvorteilen von Unternehmen steht der Begriff Ressource im Mittelpunkt. Die Grundidee besteht darin, „die Einzigartigkeit des Unternehmens – die Wettbewerbsvorteile gegenüber anderen Anbietern – nicht durch seine Stellung am Produktmarkt, sondern durch die Qualität der Ressourcen zu erklären …“ Man kann im RBV eine Alternative zu Michael E. Porters Market-Based View sehen.
Beim RBV werden fünf Typen beziehungsweise Arten von Ressourcen unterschieden:
1. Finanzielle Ressourcen (Cashflow, Kreditwürdigkeit etc.)
2. Humane Ressourcen (Hilfsarbeiter, Facharbeiter, Ingenieure, Führungskräfte etc.)
3. Organisatorische Ressourcen (Informationssysteme, Integrationsabteilungen etc.)
4. Physische Ressourcen (Gebäude/Immobilien, Anlagen, Servicestationen etc.) und
5. Technologische Ressourcen (Qualitätsstandards, Markennamen, Forschungs-Know-how etc.).[3]

Diese fünf Arten lassen sich in materielle, „greifbare“ (Finanzielle Ressourcen und Physische Ressourcen), sowie immaterielle (Human Ressourcen, Organisatorische Ressourcen, Technologische Ressourcen) Ressourcen unterscheiden. Jay Barney schrieb 1991, eine Ressource müsse vier Bedingungen erfüllen, um einen Wettbewerbsvorteil zu sichern; sie müsse: (1.) wertvoll sein, (2.) knapp sein, (3.) darf nicht imitierbar sein und (4.) darf nicht substituierbar sein. Aus diesen vier Bedingungen hat sich das sogenannte VRIO Framework entwickelt. Das VRIO Framework analysiert die Ressourcen einer Organisation und stellt sie in Zusammenhang mit den Geschäftsaktivitäten. Für Unternehmen ist dabei vor allem die Planung der Ressourcen wichtig – wie hinsichtlich von Mitarbeitern (z. B. bei der Schichtplanung) oder auch bei Rohstoffen in der Produktion.
Der Begriff „Capabilities“ bezeichnet die organisationalen Fähigkeiten, „Ressourcen und Handlungen zu kombinieren, zu koordinieren und neue zu entwickeln.“ Das bedeutet unter anderem, dass die Ressourcenbasis permanent umgebaut werden muss (sog. Dynamic Capabilities). Die Fähigkeit oder Capability, die ein Unternehmen besonders beherrscht, wird auch Kernkompetenz genannt.

### Übernutzung
Ein in der Neuzeit zunehmendes Problem ist die Übernutzung natürlicher Ressourcen. So führte Überfischung beispielsweise ab 1958 zu den Kabeljaukriegen. Andere Beispiele sind irreversible Bodenerosion, Entwaldung oder Grundwasserabsenkung.

## Soziologie
Die Soziologie benennt neben den ökonomischen Ressourcen auch physiologische (Gesundheit), soziale (z. B. Beziehungsnetze) und kulturelle Ressourcen (z. B. Bildung) und strukturelle Ressourcen (z. B. gesellschaftliches Umfeld). Sie beeinflussen den sozialen Status eines Akteurs in einer gegebenen Gesellschaft.
Mit seiner Theorie der Kapitalarten (auch als Kapitalsorten bezeichnet) liefert Pierre Bourdieu maßgebliche Anstöße zu einem komplexen Ressourcenverständnis in einem gesellschaftlichen Rahmen. Er unterscheidet drei Kapitalarten: ökonomisches, soziales und kulturelles Kapital, die ineinander transformiert werden können. Bourdieu benutzt nicht den Begriff der Ressourcen, sondern den Begriff der Kapitalarten, der im Wesentlichen dem aktuellen sozialwissenschaftlichen Verständnis von Ressourcen entspricht.
- Ökonomisches Kapital: alle Ressourcen, die „unmittelbar und direkt in Geld konvertierbar“[7] sind.
- Kulturelles oder symbolisches Kapital wird in drei Formen unterschieden: (1.) Inkorporierte Form: verinnerlichtes Wissen, Bildung, Fertigkeiten und Haltungen. Die Aneignung (Inkorporierung) erfordert Zeit und Energie. (2.) Objektivierte Form: kulturelle Güter (Bücher, Tonträger, Gemälde). (3.) Institutionalisierte Form: staatlich anerkannte und garantierte Bildungsabschlüsse und akademische Titel.
- Soziales Kapital besteht aus den aktuellen und potenziellen Ressourcen, „die mit dem Besitz eines dauerhaften Netzes von mehr oder weniger institutionalisierten Beziehungen gegenseitigen Kennens oder Anerkennens verbunden sind“.[8] „Der Umfang des Sozialkapitals … hängt … von der Ausdehnung des Netzes von Beziehungen ab, die der Einzelne tatsächlich mobilisieren kann, als auch von dem Umfang des (ökonomischen, kulturellen, symbolischen) Kapitals, das diejenigen besitzen, mit denen er in Beziehung steht“.[9] Dadurch erhält das Sozialkapital eine ähnliche Bedeutung wie ökonomisches Kapital.

Kapitalarten (Ressourcen) haben die Eigenschaft, Zugang zu anderen Ressourcen zu schaffen und ineinander transformierbar zu sein. Sie können in vielfältiger Weise in weitere Ressourcen (bzw. Unterkategorien von Kapitalien) zur Bewältigung von Lebensanforderungen und zur Schaffung von Gesundheit und Lebensqualität transformiert werden. Solche Ressourcentransformationen verlangen den Einsatz von persönlichen Anstrengungen und geschickten Strategien. Die Erlangung oder Erweiterung der Ressource individuelles soziales Kapital verlangt beispielsweise Investitionen in soziale Beziehungen. Bourdieu erkennt in der Anhäufung der verschiedenen Kapitalarten und ihrer Transformierbarkeit jenen Mechanismus, der eine vorteilhafte Stellung in der Gesellschaft dauerhaft absichern kann und diese auch an nachfolgende Generationen „vererbbar“ macht (Reproduktionsmechanismen sozialer Ungleichheit).
Der Soziologe Nan Lin definiert das (individuelle) soziale Kapital als mobilisierungsfähige, in der sozialen Struktur verwurzelte Ressourcen. Als positive Auswirkungen für das Individuum hebt er den gesteigerten Informationsfluss, den vergrößerten individuellen Einfluss, das soziale Netzwerk als ein soziales „Zeugnis“ des Individuums und die soziale Unterstützung und Bestätigung hervor. Dabei spielen unter anderem die hierarchische Position (als struktureller Faktor) und die Stärke der Bindungen (als individueller Faktor) eine Rolle.

## Psychologie, Soziale Arbeit und Psychotherapie
Diese Disziplinen fokussieren personelle und zwischenmenschliche Ressourcen (neben ökonomischen) als wesentliche Bedingungen für eine individuell gelingende Lebensgestaltung. Der Einsatz von Ressourcen dient dazu, „alltägliche oder spezifische Lebensanforderungen und psychosoziale Entwicklungsaufgaben zu bewältigen, Bedürfnisse, Wünsche und (Lebens-)Ziele zu verfolgen und zu erfüllen und um Gesundheit und Wohlbefinden zu erhalten bzw. wieder herzustellen“. Darüber hinaus werden Ressourcen benötigt, um den eigenen Ressourcenbestand zu erweitern (z. B. Weiterbildung) oder andere Ressourcen zu erhalten (z. B. Fähigkeiten bringen Geld oder soziales Ansehen u. a.).
Die systemische Soziale Arbeit definiert Ressourcen ebenso wie die systemische Therapie als „jedes Potential […], das die Verhaltensoptionen eines Systems erhöht und damit seine Lebens- und Problemlösefähigkeit verbessert“, wobei eine Ressource „materiell-wirtschaftlicher, sozialer, emotionaler oder intellektueller Natur“ sein kann.
Mit dem Essener Ressourcen-Inventar (ERI) lassen sich mehrdimensional personale, soziale und strukturelle Ressourcen in einem Fragebogen valide messen, womit die Ressourcenausstattung differenziert objektiviert werden kann.
In vielen Bereichen werden die Begriffe Ressource und Schutzfaktor synonym verwendet – so auch in der Resilienzforschung und der Suchtprävention.

### Ressourcenarten
Eine mögliche Unterscheidung ist hierbei:
1. Persönliche Ressourcen (auch als individuelle, personale, interpersonale, interne Ressourcen, Person- oder Individualressourcen bezeichnet)
- Physische Ressourcen (z. B. Gesundheit, Fitness, physische Attraktivität).
- Psychische Ressourcen (z. B. kognitive Ressourcen wie Fähigkeiten, Bildung oder Wissen; Emotionale Ressourcen oder günstige Persönlichkeitseigenschaften wie Optimismus; Handlungsressourcen und Bewältigungsstile ("Coping"); ermutigende Lebenserfahrungen oder der Zugang zu Menschen, mit denen man sich identifizieren kann;[19] anerkannte Rollen oder Positionen).
- Interaktionelle psychische Ressourcen (auch als interpersonelle oder relationale Ressourcen bezeichnet; z. B. Empathie, Offenheit, Beziehungsfähigkeit, Konflikt- oder Kritikfähigkeit, Fähigkeit soziale Unterstützung einzuholen).[20]
- Ökonomische Ressourcen (z. B. Geld, Eigentum, (stabiles) Erwerbseinkommen).

2. Umweltressourcen (auch als Umfeld- oder externe Ressourcen bezeichnet)
- Sozial-emotionale Ressourcen (auch als psychosoziale oder interpersonelle Ressourcen bezeichnet; z. B. Partnerschafts- oder Familienbeziehungen, Freundschaftsbeziehungen; ermöglichen sozialen Austausch und Integration, Unterstützung und Zugehörigkeit).
- soziale Ressourcen (z. B. persönliche Kontakte und Beziehungen, Soziale Einbettung in Netzwerke, Teilhabemöglichkeiten).
- Sozialökologische Ressourcen (z. B. Wohnumfeld, Qualität der sozialökologischen Infrastruktur, Arbeitsplatzqualität).
- Sozialstaatliche und soziokulturelle Ressourcen (z. B. Zugang zu Bildungs-, Gesundheits- und kulturellen Angeboten, Rechtsstaatlichkeit, Teilhabemöglichkeit).[21]

Norbert Herriger ordnet kulturelle Ressourcen (kulturelles Kapital) uneinheitlich den persönlichen Ressourcen oder aber den Umweltressourcen zu.

### Merkmale
Ressourcen werden nicht durchgängig von jeder Person und in jeder Situation oder Lebensphase als solche aufgefasst. Vielmehr variiert die Auffassung darüber, was als Ressource dient, je nach dem Kontext, in dem eine Person sich befindet: z. B. nach Alter, Geschlecht, Entwicklungsstadium, Stimmungslage, Wertesystem. Zudem ist die Ressourcenwahrnehmung abhängig von den anstehenden Aufgaben/Anforderungen, von den aktuellen oder langfristigen Zielsetzungen einer Person und vom Verständnis der individuellen Lebenssituation. Die Dienlichkeit von Ressourcen entsteht erst, wenn sie von der Person oder von relevanten Bezugspersonen (z. B. Ehepartner, Freund, Pädagoge, Berater, Therapeut) für die angestrebten Ziele bzw. die Problemlösung als sinnvoll, brauchbar und nützlich bewertet werden und sie zudem auch in das emotional-kognitive Bewertungssystem der Person passen (Funktionalität und Aufgabenabhängigkeit von Ressourcen). Schiepek und Cremers formulieren die Beziehung zwischen Ressource und Zweck als eine mindestens dreistellige Mittel-Zweck-Relation: „Ein Objekt (X) kann in Relation zu einem Ziel (Z) von einem Beurteiler bzw. dessen Wertesystem (B) als Ressource bezeichnet werden: R(X) = f(Z, B).“
Vor dieser Mittel-Zweck-Erfassung bzw. Dienlichkeitseinschätzung sind mögliche Ressourcen als Potenziale bzw. Möglichkeiten zu verstehen (quasi als ruhende bzw. potenzielle Ressourcen). Sie werden zu aktivierten Ressourcen, wenn sie zur Zielerreichung in einem bestimmten Kontext als brauchbar erkannt und entsprechend eingesetzt werden. Bestimmte Ressourcen, wie materielle Mittel (Geld, Einkommen, Wohnraum), Bildung, soziale Einbindung werden häufig auch als universell gültige Ressourcen bewertet.
In der Ressourcenwahrnehmung bestehen oftmals Unterschiede zwischen der Einschätzung außenstehender Personen (Erzieher, Berater, Therapeut) und der Ressourcenwahrnehmung und -einschätzung durch die betroffene Person. Außenstehende erkennen oftmals mehr Ressourcen als die betroffene Person selbst. Auch vom sozialen Umfeld zunächst negativ bewertete Aspekte können sich funktional als Ressourcen herausstellen, z. B. kann sich ein Problemverhalten als ein individueller (langfristig eventuell wenig dienlicher) Problemlösungsversuch herausstellen.
Ressourcen begünstigen oder beeinträchtigen sich wechselseitig. Das hat Auswirkungen auf die weitere Entfaltung und Ausgestaltung von Ressourcen und letztlich somit auf die Bewältigung von Lebensanforderungen. Gut ausgeprägte psychische und interaktionelle Ressourcen, beispielsweise Empathie und Konfliktfähigkeit, begünstigen die Gestaltung und den Umgang mit sozialen und anderen Umweltressourcen. Umgekehrt fördern zugängliche soziale Ressourcen, wie Integration oder sozio-kulturelle Teilhabemöglichkeiten (allgemein: entwicklungsförderliche Lebensbedingungen) ihrerseits wiederum die Entwicklung und Ausgestaltung von personellen psychischen und interaktionellen Ressourcen.

### Handlungsprinzip und Ziele
In der Sozialen Arbeit und in der systemischen Beratung und Therapie ist die Ausrichtung auf die Ressourcen der Klienten und ihrer Lebenswelt ein grundlegendes Handlungsprinzip. Von Klaus Grawe wird die Arbeit mit Ressourcen als zentraler Wirkfaktor in Psychotherapie und Beratung nachgewiesen. Ziel von Sozialer Arbeit und psychosozialer Beratung, und im Allgemeinen auch von Psychotherapie und Pädagogik, ist einerseits, Ressourcenverluste zu unterbrechen (siehe auch Theorie der Ressourcenerhaltung) und andererseits, Ressourcen (auch beeinträchtigte R.) bei Individuen und ihrem sozialen wie auch strukturellen Umfeld zu identifizieren, zu fördern und zu aktivieren und sie für eine (subjektiv) gelingende Lebensgestaltung, einschließlich der darin ablaufenden Ressourcentransformationen, zugänglich zu machen.

### Psychotherapie
In der Psychotherapie sind Ressourcen innere Potentiale eines Menschen und betreffen z. B. Fähigkeiten, Fertigkeiten, Kenntnisse, Geschicke, Erfahrungen, Talente, Neigungen und Stärken, die oftmals gar nicht bewusst sind. Eine weitere Ressource ist Sinnerfüllung sowie Sinnfindung nach Sinnverlust. Innerhalb einer Psychotherapie können diese Kraftquellen genutzt werden, um die Heilung zu fördern. Der ressourcenorientierte Ansatz baut auf Untersuchungen auf, dass traumatische Erlebnisse, beispielsweise Erlebnisse während des Zweiten Weltkrieges, von Personen mit Zugang zu ihren Ressourcen relativ gut verarbeitet werden konnten. Erstmals soll die systemische Familientherapie den ressourcenorientierten Ansatz verfolgt und integriert haben.
Eine Psychotherapie kann im Ganzen ressourcenorientiert angelegt sein oder ganz gezielt bestimmte Ressourcen hervorheben und festigen. Eine Methode hierfür ist das sogenannte „Verankern“, ein Begriff aus der Hypnotherapie, der auch in verschiedenen anderen Formen der Psychotherapie verwendet wird, beispielsweise dem EMDR.
Beispiel: Zum Verankern erinnert sich der Mensch an eine positive Situation (im EMDR: „point of power“ genannt), die mit besonders reichhaltigen Ressourcen angefüllt ist. Um einen guten Zugang zu bekommen, ist es nötig, die dazugehörigen Sinneseindrücke wahrzunehmen, z. B. bildhafte Erinnerungen, Gerüche, Geräuschkulissen, Stimmungslagen oder Körperwahrnehmungen. Diese besonders gute Stimmungslage (also die Ressource) soll mit dem Verankern auf eine Situation übertragen werden, die bisher als unangenehm, ängstigend oder bedrohlich empfunden wird.

### Salutogenese
In einer Behandlung, die am Salutogenese-Ansatz von Aaron Antonovsky orientiert ist, gilt es, die gesunden Anteile des Menschen – seine persönlichen Ressourcen – wahrzunehmen und zu fördern.

### Arbeitspsychologie
Die Organisationspsychologie und die Arbeitspsychologie befassen sich unter anderem mit der Bereitstellung von Ressourcen zur Erreichung von betrieblichen und persönlichen Zielen.
Auch die Work-Life-Balance wird unter dem Gesichtspunkt der Bereitstellung von Ressourcen betrachtet. Als hierfür wesentliche Ressourcen werden vor allem Zeit, Geld und Entscheidungsspielräume genannt; hinzu kommen auch persönliche Ressourcen. Zu letzteren zählt man alle dem Individuum verfügbaren physischen, psychologischen, emotionalen und sozialen Ressourcen. Dabei wird, auf die Arbeitssituation bezogen, das Burnout-Syndrom als äußerster Fall aufgebrauchter persönlicher Ressourcen aufgefasst. Falle das Maß der momentan verfügbaren persönlichen Ressourcen unterhalb eine Grenze der Resilienz, seien sowohl die persönliche Belastbarkeit als auch die Fähigkeit zur Erholung deutlich verringert.

## Naturwissenschaft und Technik

### Informatik
Der Ressourcen-Begriff tritt auch in der Informatik in unterschiedlichen Bedeutungen auf:
- In der Komplexitätstheorie betrachtet man Betriebsmittel, wie Rechenzeit auf einem Prozessor oder Speicherplatz im Hauptspeicher, in einer abstrakteren Weise als Ressource.
- Netzwerkressourcen sind
  - Dateien und/oder Netzwerkdienste, die über ein Rechnernetz verfügbar gemacht werden;
  - die Betriebsmittel, die das Zustandekommen einer Netzwerkverbindung überhaupt erst ermöglichen; oder aber
  - eine beliebige Informations- oder Dienstleistungsquelle.
- Auch bestimmte, in Dateien aufbewahrte Programmbestandteile bezeichnet man als Ressourcen, siehe Ressource (Software).
- In der Webarchitektur bezeichnet Ressource allgemein alles, was Identität hat (dargestellt z. B. als URL) in dem Sinne, dass es eine Quelle für Beschreibungen über sich sein kann.
  - Als Teil davon werden Informationsressourcen angesehen, welche die Eigenschaft haben, dass alle ihre wesentlichen Eigenschaften in einer Nachricht übermittelt werden können.[33] Es wird argumentiert, dass dies einen Begriffswechsel darstellt, da „Ressource“ ursprünglich alles bezeichnete, auf das zugegriffen werden kann.[34]

### Lagerstättenkunde
In der Lagerstättenkunde wird unter Ressource die größtmögliche zur Verfügung stehende Menge verstanden. Dies entspricht der Konzentration eines Erzes oder einer sonstigen mineralisch-fossilen Zielfraktion in der Erdkruste. Oftmals wird sie auch mit der Elementhäufigkeit gleichgesetzt.
Allerdings gibt diese Menge keinen Aufschluss über die Menge an Lagerstätten, die auch bergbaulich zur Verfügung steht. Diese Menge wird Reservebasis oder Reserve genannt. Darunter ist diejenige Ressourcenmenge zu verstehen, welche die spezifischen physikalischen und chemischen Mindestkriterien für die gegenwärtigen Bergbau- und Produktionspraktiken erfüllt, einschließlich jener für Gehalt, Qualität, Mächtigkeit und Teufe. Die Reservebasis beinhaltet sowohl derzeit wirtschaftlich abbaubare Reserven, wie auch Reserven, die innerhalb eines bestimmten Planungszeitraumes und angenommenen technischen und ökonomischen Entwicklungen möglicherweise wirtschaftlich abgebaut werden können.
Allerdings gibt auch die Reservebasis keine Auskunft über die bergbaulich aktuell tatsächlich zur Verfügung stehende Menge. Diese Menge wird Reserve genannt. Unter Reserve ist dabei diejenige Menge der identifizierten Reservebasis zu verstehen, die zum Zeitpunkt der Bestimmung wirtschaftlich und technisch gewonnen oder produziert werden könnte. In der Regel sind es jedoch nicht die fehlenden technischen Voraussetzungen, sondern die fehlende Wirtschaftlichkeit, welche die Grenze zwischen Reserve und Reservebasis festlegt. Diese Grenze verschiebt sich daher je nach geltenden wirtschaftlichen aber auch politischen Rahmenbedingungen. Durch Nachfrageüberhang ausgelöste, dynamisch steigende Preise können dadurch innerhalb kurzer Zeit zu einer erheblichen Erhöhung der Reservemengen führen. Beispiel: Die weltweiten Indiumreserven haben sich von 2.800 t im Jahre 2006 auf 11.000 t im Jahr 2007 erhöht.

### Ressourcenfluch
Der „Ressourcenfluch“ (auch Ressourcenfalle) weist auf die verschiedenen negativen Folgen hin, die der Reichtum an natürlichen Ressourcen für ein Land und seine Bevölkerung haben kann, besonders das scheinbare Paradox, dass das Wirtschaftswachstum in Ländern, die stark vom Export mineralischer und fossiler Rohstoffe abhängig sind, in der Regel geringer ist als in rohstoffarmen Ländern.

## Belege
1. ↑  Diversität als Ressource nutzen. In: Personal. Heft 1, 2007, S. 12–14 (bertelsmann-stiftung.de [PDF; 215 kB; abgerufen am 13. Februar 2010]).
2. ↑  Dodo zu Knyphausen-Aufseß: Theorie der strategischen Unternehmensführung: State of the Art und neue Perspektiven. Gabler, Wiesbaden 1995, ISBN 3-409-13195-7.
3. ↑  Horst Steinmann, Georg Schreyögg: Management. Grundlagen der Unternehmensführung. Konzepte – Funktionen – Fallstudien. Gabler, Wiesbaden 1990, 6. Auflage 2005, ISBN 3-409-33312-6.
4. ↑  Jay Barney: Firm Resources and Sustained Competitive Advantage. (PDF; 1,5 MB). In: Journal of Management. Vol. 17, S. 99–120. Abgerufen am 28. März 2013.
5. ↑  VRIO in der englischsprachigen Wikipedia.
6. ↑  Reinhard Pfriem: Unternehmensstrategien. Ein kulturalistischer Zugang zum Strategischen Management. 2. Auflage. Metropolis, Marburg 2011, ISBN 978-3-89518-902-9.
7. ↑  Pierre Bourdieu: Ökonomisches Kapital - kulturelles Kapital - Soziales Kapital. In: Pierre Bourdieu (Hrsg.): Die verborgenen Mechanismen der Macht (= Schriften zu Politik & Kultur. Band 1). VSA, Hamburg, S. 50.
8. ↑  Pierre Bourdieu: Ökonomisches Kapital - kulturelles Kapital - Soziales Kapital. In: Pierre Bourdieu (Hrsg.): Die verborgenen Mechanismen der Macht (= Schriften zu Politik & Kultur. Band 1). VSA, Hamburg, S. 63.
9. ↑  Pierre Bourdieu: Ökonomisches Kapital - kulturelles Kapital - Soziales Kapital. In: Pierre Bourdieu (Hrsg.): Die verborgenen Mechanismen der Macht (= Schriften zu Politik & Kultur. Band 1). VSA, Hamburg, S. 64.
10. ↑  Jiří Šafr u. a.: Soziales Kapital. Konzepte, Theorien und Messverfahren, 2006.
11. ↑  Christian Deindl: Soziale Netzwerke und soziales Kapital. Einfluss auf Lebenszufriedenheit und Vertrauen. Diskussions-Papier der Forschungsgruppe Arbeit, Generation, Sozialstruktur (AGES) der Universität Zürich, 2005, S. 5. (Memento vom 15. Februar 2010 im Internet Archive) (PDF).
12. ↑  Manfred Fuchs: Sozialkapital, Vertrauen und Wissenstransfer in Unternehmen. DUV, 2006, ISBN 3-8244-0779-5, siehe Abschnitt 1.2.6: Nan Lin’s Sozialkapitaltheorie. S. 97–104, (books.google.de)
13. ↑  Franz-Christian Schubert: Ressourcenorientierung im Kontext von Lebensführung – grundlegende Theorien und konzeptionelle Entwicklungen. In: Verhaltenstherapie & Psychosoziale Praxis. Jg. 48, H. 4, S. 827–844.
14. ↑  Fritz B. Simon, Ulrich Clement, Helm Stierlin: Die Sprache der Familientherapie. Ein Vokabular. Kritischer Überblick und Integration systemtherapeutischer Begriffe, Konzepte und Methoden. Klett-Cotta, 1999, S. 275. Zitiert nach Heiko Kleve: Mediation – Eine systemische Methode Sozialer Arbeit. In: Heiko Kleve: Sozialarbeitswissenschaft, Systemtheorie und Postmoderne. Grundlegungen und Anwendungen eines Theorie- und Methodenprogramms. Lambertus, 2003, S. 170–191.
15. ↑  uni-due.de
16. ↑  aike Rönnau-Böse, Klaus Fröhlich-Gildhoff, Jürgen Bengel, Lisa Lyssenko: Resilienz und Schutzfaktoren. In: leitbegriffe.bzga.de. BZgA, 30. Mai 2022, abgerufen am 13. Juli 2022.
17. ↑  Margherita Zander: Resilienz. In: Lexikon, socialnet.de. 3. Oktober 2018, abgerufen am 13. Juli 2022.
18. ↑  Schutzfaktoren. In: Präventionslexikon, infodrog.ch. 20. August 2018, abgerufen am 13. Juli 2022.
19. ↑  Klaus Wolf: Sozialpädagogische Interventionen. In: Karin Lauermann, Gerald Knapp (Hrsg.): Sozialpädagogik in Österreich. Perspektiven in Theorie und Praxis. Band 3. Verlag Hermagoras/Mohorjeva, Wien, S. 92–105, hier S. 95.
20. 1 2  Norbert Herriger: Empowerment in der Sozialen Arbeit. Eine Einführung. 3. Auflage. W. Kohlhammer, 2006, ISBN 978-3-17-019075-7, S. 91.
21. ↑  Franz-Christian Schubert, Alban Knecht: Ressourcen - Merkmale, Theorien und Konzeptionen im Überblick: eine Übersicht über Ressourcenansätze in Soziologie, Psychologie und Sozialpolitik. 2015 (ssoar.info [abgerufen am 18. Juni 2020]).
22. ↑  Norbert Herriger: Empowerment in der Sozialen Arbeit. Eine Einführung. 3. Auflage. W. Kohlhammer, 2006, ISBN 978-3-17-019075-7. S. 90.
23. ↑  Marlene-Anne Dettmann: Partizipation und Ressourcenorientierung in der Sozialen Arbeit – Eine Analyse zur Begriffssicherheit und theoretischen Fundierung, Dissertation Zur Erlangung der Würde der Doktorin der Wirtschafts- und Sozialwissenschaften, Universität Hamburg, Fakultät für Wirtschafts- und Sozialwissenschaften, 11. Januar 2017 (Online). S. 86.
24. ↑  Günter Schiepek, Sandra Cremers: Ressourcenorientierung und Ressourcendiagnostik in der Psychotherapie. In: Heike Schemmel, Johannes Schaller (Hrsg.): Ressourcen. Ein Hand- und Lesebuch zur therapeutischen Arbeit. dgvt, Tübingen 2003, ISBN 3-87159-041-X, S. 147–193, hier: 153.
25. ↑  Alban Knecht, Franz-Christian Schubert (Hrsg.): Ressourcen im Sozialstaat und in der Sozialen Arbeit. Zuteilung – Förderung – Aktivierung. Kohlhammer, Stuttgart 2012, ISBN 978-3-17-021810-9.
26. ↑  Franz-Christian Schubert, Alban Knecht: Ressourcen - Merkmale, Theorien und Konzeptionen im Überblick: eine Übersicht über Ressourcenansätze in Soziologie, Psychologie und Sozialpolitik. SSOAR, 2015, abgerufen am 5. Februar 2018.
27. ↑  Ulrike Willutzki, Tobias Teismann: Ressourcenaktivierung in der Psychotherapie. Hogrefe, Göttingen 2013, ISBN 978-3-8017-2130-5.
28. ↑  Franz-Christian Schubert: Psychische Ressourcen – Zentrale Konstrukte in der Ressourcendiskussion. In: Alban Knecht, Franz-Christian Schubert (Hrsg.): Ressourcen im Sozialstaat und in der Sozialen Arbeit. Zuteilung – Förderung – Aktivierung. Kohlhammer, Stuttgart 2012, ISBN 978-3-17-021810-9, S. 205–223.
29. ↑  Klaus Grewe: Neuropsychotherapie. Hogrefe, Göttingen 2004, ISBN 978-3-8017-1804-6.
30. ↑  Franz Petermann, Hans Reinecker: Handbuch der Klinischen Psychologie und Psychotherapie. Hogrefe Verlag, Göttingen 2005, S. 334.
31. ↑  “The three types of resources most frequently discussed in the work/life balance arena are (a) temporal resources, (b) financial resources, and (c) control. […] Temporal resources provide the time […] Financial resources provide the money […] Control provides the ability to select when and how to achieve important outcomes. […] There is a fourth, less frequently discussed group of resources critical to work/life balance. These are personal resources: the physical, psychological, emotional and social resources at the disposal of an individual.” Edy Greenblatt: Work/Life Balance: Wisdom or Whining. In: Organizational Dynamics. Vol. 31, Nr. 2, S. 177–193, Elsevier, 2002. Darin: S. 179 f. (PDF; 225 kB) abgerufen am 29. Mai 2010.
32. 1 2  Edy Greenblatt: Work/Life Balance: Wisdom or Whining. In: Organizational Dynamics. Vol. 31, Nr. 2, S. 177–193, Elsevier, 2002. Darin: S. 183 f. (PDF; 225 kB) abgerufen am 29. Mai 2010.
33. ↑  Architecture of the World Wide Web. Volume One w3.org.
34. ↑  Hayes Slides (PDF; 47 kB).
35. ↑  minerals.usgs.gov (PDF; 116 kB).
36. ↑  minerals.usgs.gov (PDF; 61 kB).
37. ↑  MINERAL COMMODITY SUMMARIES 2008 (PDF).